# Hofbräu München
Hofbräu München of het Staatliches Hofbräuhaus in München is een bierbrouwerij uit de Duitse stad München. De brouwerij is opgericht in 1589 door Willem V van Beieren. Tot op de dag van vandaag is de brouwerij in het bezit van de Vrijstaat Beieren. De brouwerij bezit tevens meerdere gelegenheden in München waaronder het Hofbräuhaus. Deze bierhal is een van de bekendere bierhallen in Duitsland en is een populaire toeristenattractie. Hofbräu is tevens een van de zes brouwerijen uit München die bier mag schenken op het Oktoberfest.

## Geschiedenis
In het jaar 1589 richtte Willem V Hertog van München de brouwerij op, omdat hij niet langer goed bier wilde importeren van buiten München. In de 17e eeuw begon de brouwerij zijn assortiment uit te breiden met weizenbier en bokbier. In 1810 was het bedrijf bierleverancier voor de trouwdag van Lodewijk I van Beieren en Theresa van Saksen. De datum van deze bruiloft groeide later uit tot het Oktoberfest. Pas in 1828 werd Hofbräu ook geschonken in reguliere kroegen. Ten tijde van de Tweede Wereldoorlog werd de Hofbräukeller gebombardeerd door de geallieerden. In de jaren na de Tweede Wereldoorlog moesten de activiteiten weer worden opgebouwd. De laatste decennia is de brouwerij verplaatst naar buiten de stad en is ook uitgebreid.

## Bieren
- Hofbräu Original
- Hofbräu Dunkel
- Münchner Weisse
- Hofbräu Schwarze Weisse
- Hofbräu Maibock
- Münchner Sommer naturtrüb
- Hofbräu Oktoberfestbier